# 밤나무
밤나무(학명: Castanea crenata 카스타네아 크레나타[*])는 참나무과의 낙엽 활엽 교목이다.

## 분포
한반도 전역에 분포하며, 일본 열도와 만주에도 분포한다. 한국과 일본이 원산지이다. 섭씨 12도 등온선을 중심으로 난대 중부에서 온대 북부에 분포하며, 한국에서는 전국의 표고 100~1,100m 지역의 산기슭이나 비옥하고 물빠짐이 좋은 땅에서 자란다.

## 특징
줄기

밤나무 잎과 열매

높이 10~15m, 지름 30cm~1m까지 자란다. 나무껍질은 암갈색 또는 암회색이며, 세로로 불규칙하게 갈라진다. 일년생 가지는 자줏빛이 도는 적갈색을 띠며, 짧은털(단모) 또는 별털(성모)이 있었다가 없어진다.
잎
잎은 타원형(타원 모양)이나 장타원형(긴 타원 모양) 또는 타원상 피침형(타원 모양 바소꼴)이며, 길이는 10~20cm 정도이고 표면에서 윤이 난다. 잎끝은 점첨두(점차 뾰족끝)이며, 잎밑은 원저(둥근밑) 또는 아심장저(심장꼴밑)이다. 잎 가장자리에 물결모양 톱니가 있다. 잎은 어긋나기하고, 곁가지에서는 2줄로 달린다. 주맥(가운데 있는 굵은 잎맥)에서 17쌍의 측맥(옆잎맥)이 비스듬히 평행하게 뻗어나가며, 측맥 끝은 피침형이고 표면은 털이 없거나 맥 위에 털이 있으며 선점(腺點)이 아주 빽빽하게 퍼져 있다. 잎자루는 길이 1~1.5cm 정도로, 털이 있고 턱잎이 있다.
꽃
밤꽃은 암수한그루로, 암꽃과 수꽃이 새가지 밑부분의 잎겨드랑이에서 곧추 자라는 길다란 미상화서(꼬리모양꽃차례)에 무리지어 핀다. 수꽃차례는 유백색이고, 암꽃은 수꽃 아래에 보통 3개씩 한군데에 모여 달리고 포로 싸인다. 꽃은 흰색이나 옅은 노란색을 띠며, 6~7월에 피어 정액과 비슷한 독특한 냄새를 풍기는데, 이는 밤꽃이 정액에 든 성분인 스퍼미딘과 스퍼민을 함유하기 때문이다.
열매
열매인 밤은 견과로, 9~10월 무렵 밤송이로 익는다. 겉열매껍질에는 날카로운 가시가 있으며, 안에는 씨가 1~3개씩 들어 있다. 겉열매껍질은 익으면 벌어지지만, 속열매껍질은 잘 벗겨지지 않는다. 밤송이가 4갈래로 벌어지면 속열매가 드러난다. 익은 밤은 갈색을 띠며, 지름 2.5~4cm 정도로 밑부분은 흰색 털이 달린 좌가 전부 차지한다. 밤은 평균 수분 60%, 녹말 30%, 당분 5%, 단백질 4% 정도를 함유한다.

## 재배

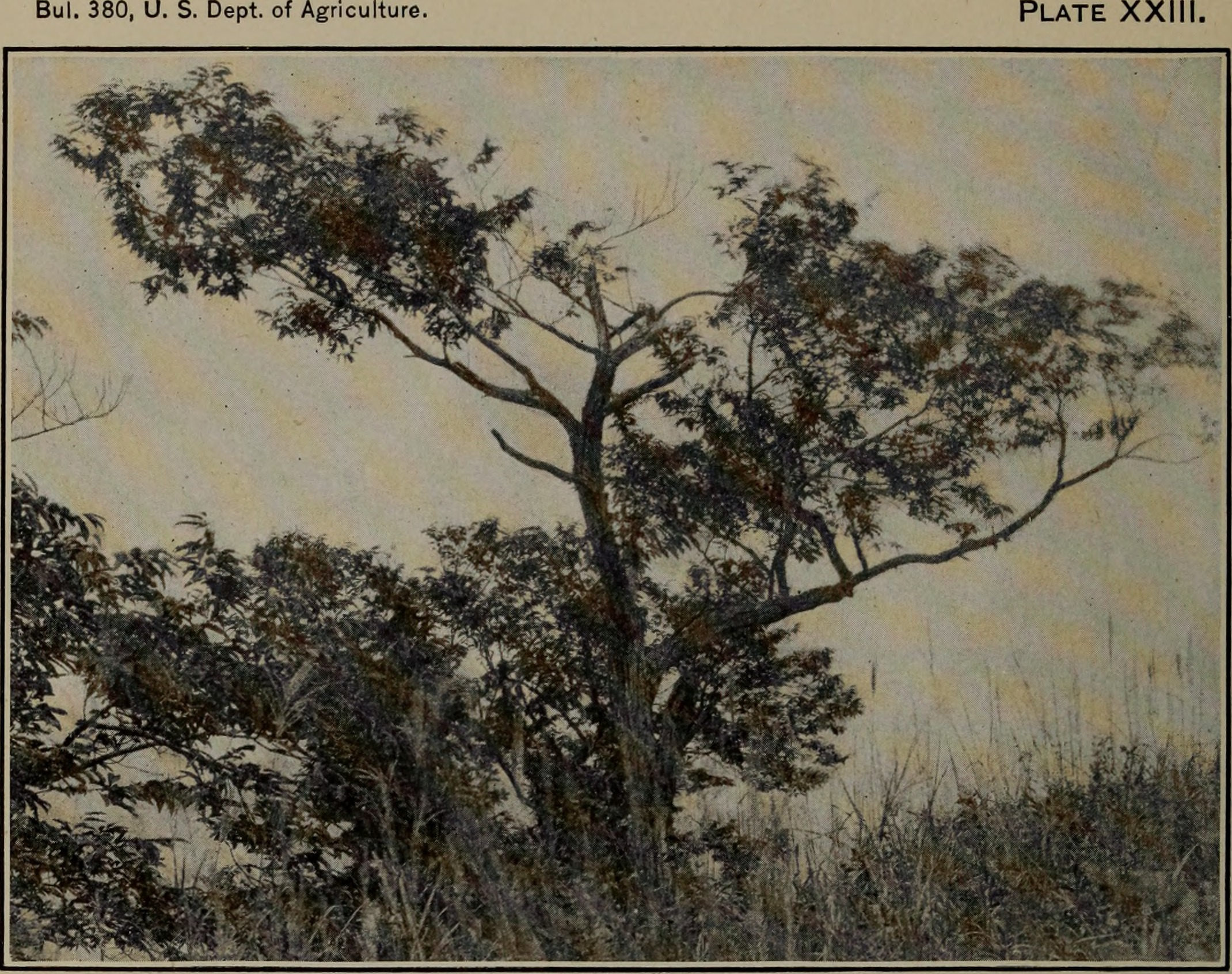
줄기마름병에 걸린 밤나무

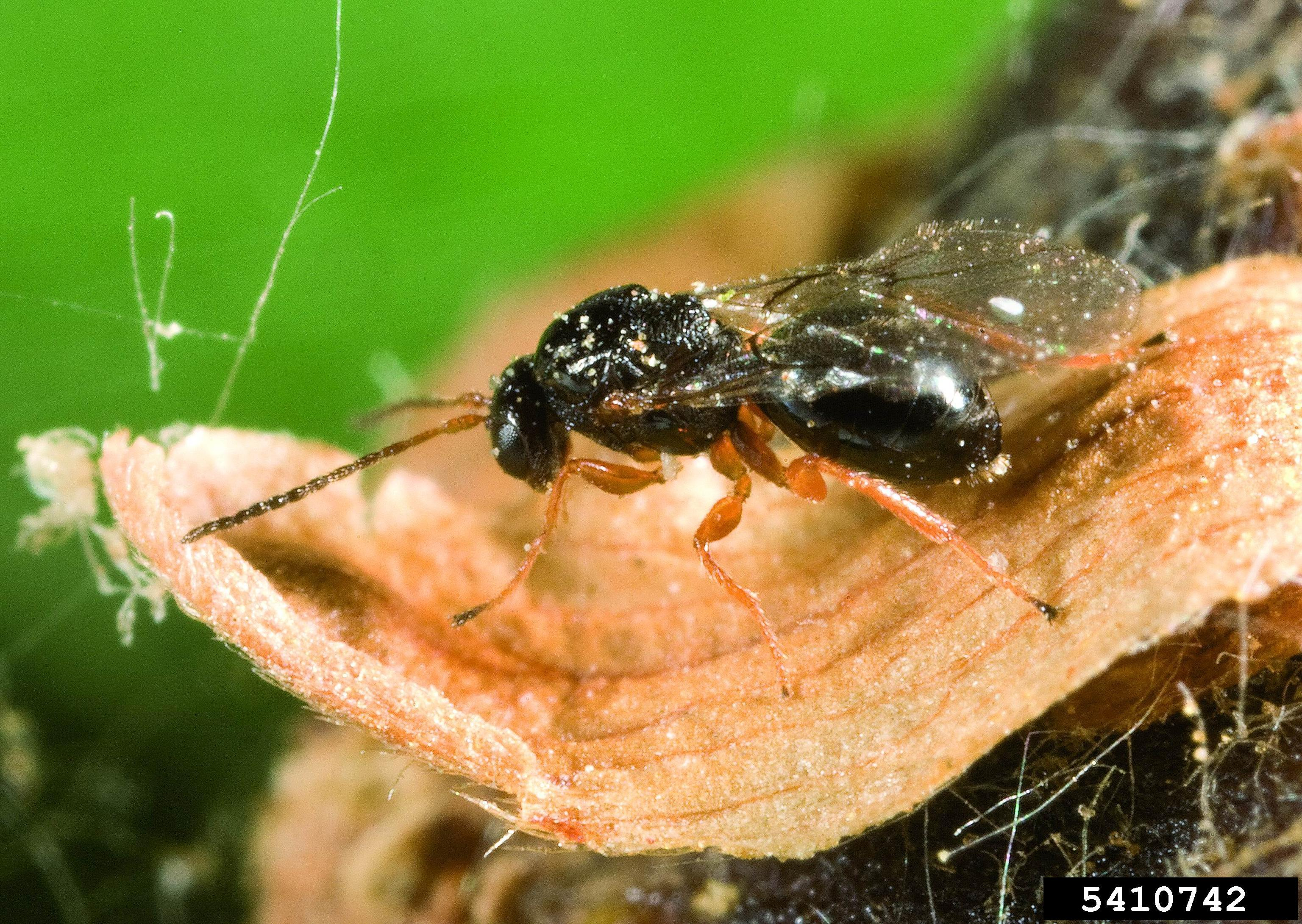
밤나무혹벌

밤나무는 내음성이 약한 과수이므로 너무 그늘진 북향이나 산간에 심으면 결실이 나쁘다. 내조성과 내건성이 약하며, 대기오염에 견디는 힘은 보통이고 토양적응성이 크다.
기후
재배할 때는 연평균 기온 10~14 °C, 4~10월 평균기온이 16~20 °C인 지역에서 잘 자라지만, 늦가을이나 이른봄에 서리 피해를 입거나 겨울 동안 뿌리에 가까운 줄기가 동해를 입기 쉽다. 여름에는 비가 많이 내려도 무방하지만, 일조량이 부족한 경우에는 생장과 결실이 잘 이루어지지 않는다.
토양
밤나무는 다른 과수에 비하여 조방적인 재배가 가능하고 산간지에서도 비교적 쉽게 재배할 수 있다. 토심이 깊고 비옥한 산록이나 배수가 잘되는 곳에서 잘 자란다. 칼륨을 많이 주지 않으면 칼슘이 많은 토양에서는 아주 자라지 못한다.
지역
원산지인 한국·일본 외에도 중국·타이완과 스페인·이탈리아·포르투갈 및 미국 등에서 재배한다. 한국에서는 남부 지방에서 주로 재배하는데, 부여, 공주 등 충청남도 지역과 광양, 순창, 임실 등 전라남도 지역, 하동, 산청 등 경상남도 지역이 대표적인 재배지이다. 중부 이북에서는 밤나무보다 약밤나무를 재배하는 경우가 많다.
품종
한국에서 주로 재배하는 것은 밤나무혹벌에 대한 저항성이 강한 품종이며, 국내개발 품종과 일본 등 외국에서 도입한 품종이 있다. 1958년 경 밤나무혹벌 충해로 기존에 재배하던 품종들이 전멸한 이후 일본에서 내충성 품종을 도입해 재배하다가 1961년부터는 임업시험장에서 한국 재래종 가운데 내충성 밤 우량종 선발사업에 착수, 10여 품종을 발표하였다. 일반적으로 한국 재래밤은 감미가 높으나 일본밤은 그렇지 못하다.
국내 개발 품종으로는 광주올밤(廣州早栗, '중부 7호'), 백중밤(白中栗, '장암' 계열), 산대밤(山大栗, '중부 6호'), 산성밤(山城栗, '중부 26호'), 옥광밤(玉光栗, '중부 18호'), 장위밤(長位栗), 중흥밤(中興栗, '중부 17호'), '포천 B1호' 등이 있으며, 외국에서 도입한 품종으로는 '단택'(丹澤/丹沢 단자와[*]), '대화조생'(大和早生 야마토와세[*]), '삼조생'(森早生 모리와세[*]), '유마'(有磨 아리마[*]), '은기'(銀寄 긴요세[*]), '이취'(伊吹 이부키[*]), '이평'(利平 리헤이[*]), '축파'(筑波 쓰쿠바[*]), '풍다마조생'(豊多摩早生 도요타마와세[*]) 등이 있다.
번식
과수로 재배할 때는 4월 중순 무렵 접붙이기하며, 목재 생산을 위해 재배할 때는 봄에 씨를 뿌려 심는다.
병충해
줄기마름병, 마름병, 탄저병, 뿌리혹병, 흰가루병 등 병해가 발생할 수 있으며, 하늘소, 박쥐나방, 밤송이진딧물, 복숭아명나방, 깍지벌레, 밤나무혹벌, 밤바구미, 밤나방, 어스렝이나방, 주머니나방, 독나방, 응애, 왕진딧물 등에 의한 충해를 입을 수 있다.

## 이용

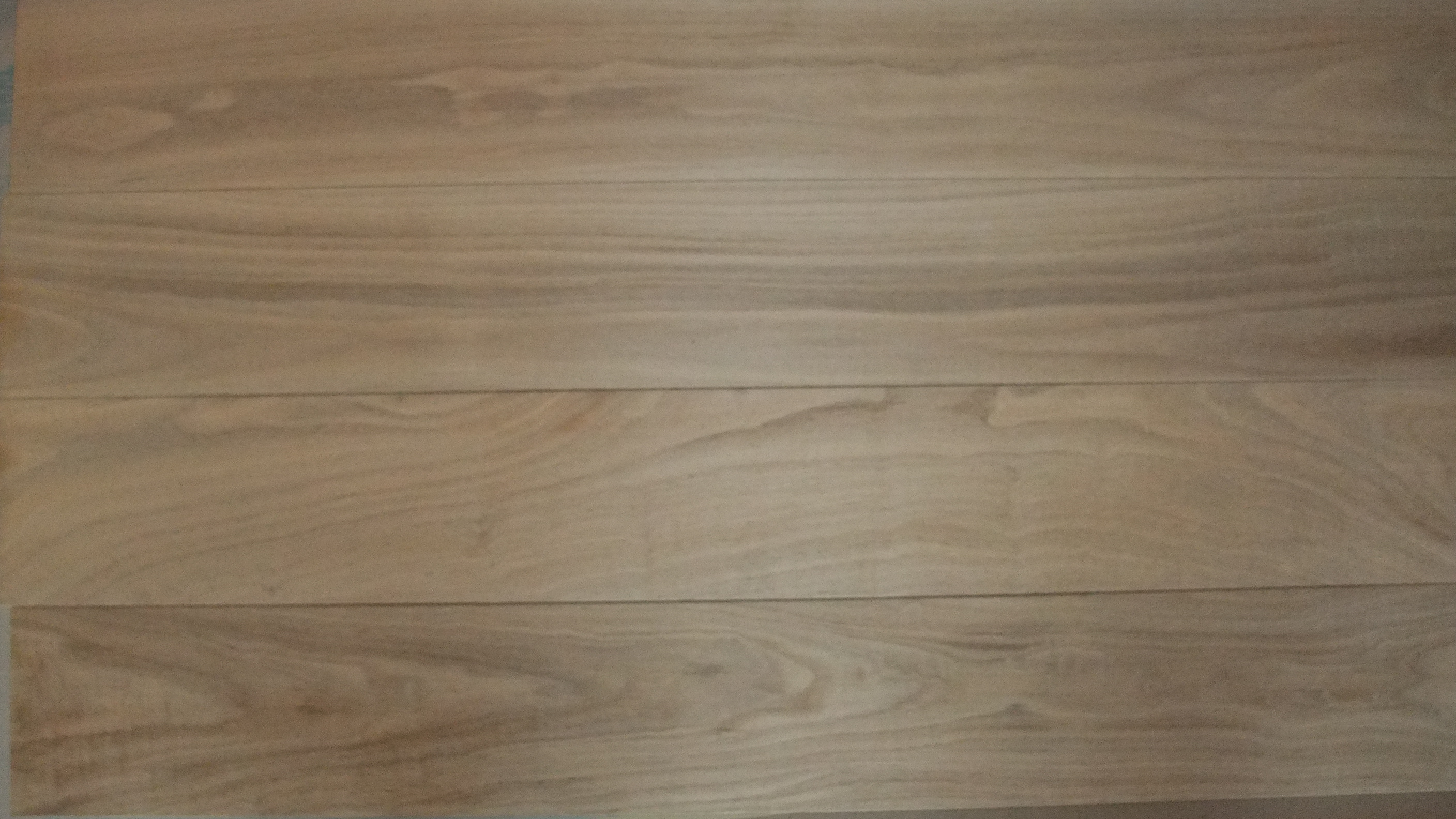
밤나무 목재

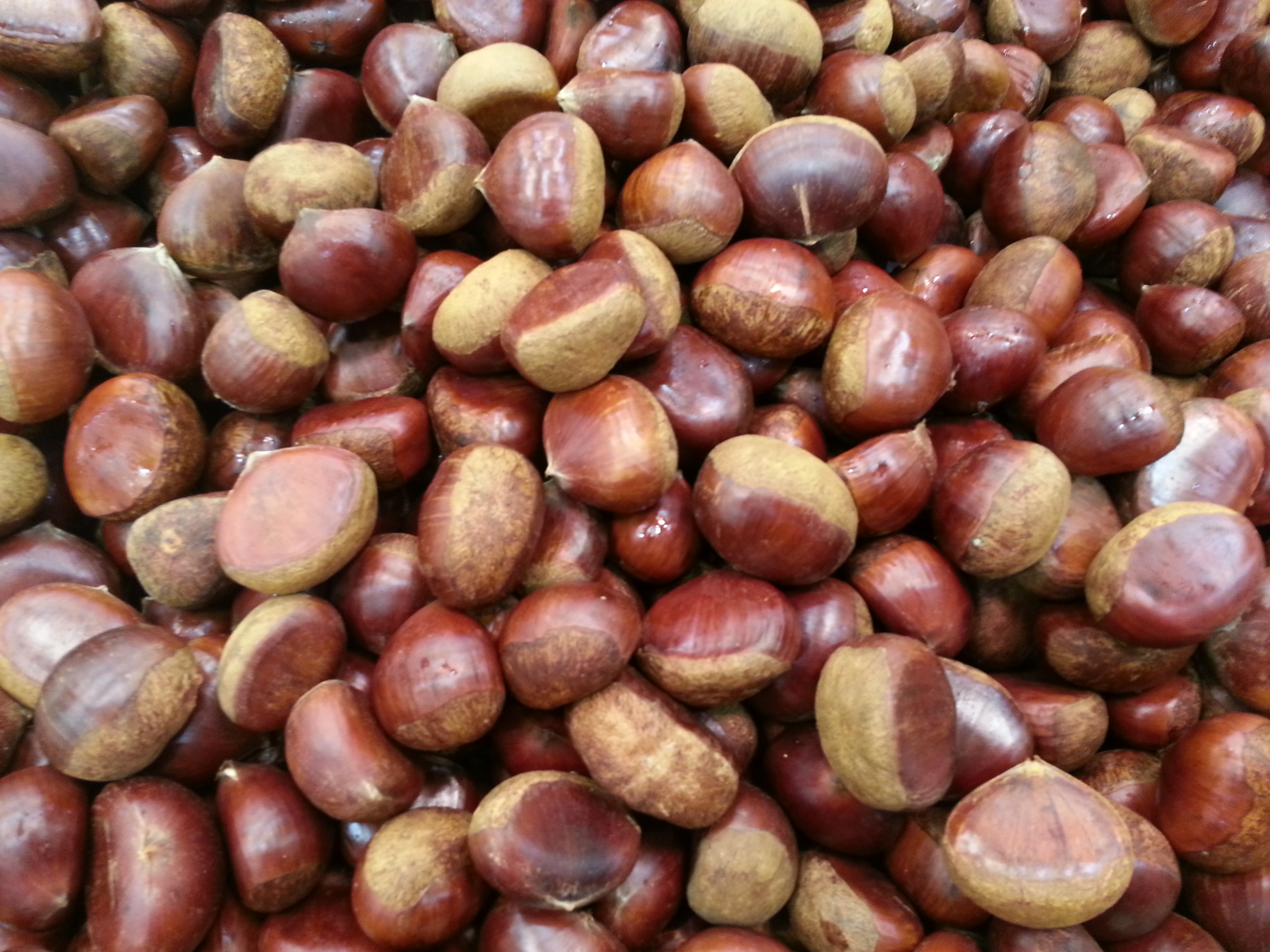
밤

밤나무는 열매인 밤을 얻기 위해 재배하는 경우가 가장 많으며, 그 외에도 목재를 얻기 위해 재배하거나 조경용으로 재배하기도 한다. 조경용으로 원예 재배할 때는 녹음 효과가 좋아 녹음수로 적당하다.
가지
오래 자란 밤나무는 좋은 목재로 쓰인다. 밤나무 목재는 단단하여 잘 부서지지 않고 물과 습기에 잘 견디며 가공하기 쉽고 오래 간다. 또한 방부제 역할을 하는 타닌 성분이 많아서 잘 썩지 않으므로 쓰임새가 다양하다. 장난감, 가구, 기구, 건축, 토목, 선박, 차량을 만드는 데도 쓰이고, 조각, 세공, 칠기 등 목공예에 널리 쓰인다. 전통적으로 거문고 뒷면을 밤나무 목재로 만들었다. 방아의 축이나 절구공이처럼 단단한 연장을 만드는 데도 밤나무를 쓴다. 철도 침목으로도 쓰고 위패나 장승을 만드는 데도 쓰였다.
밤나무 목재는 심재(心材)와 변재(邊材)의 구분이 분명하고 나이테 또한 뚜렷하다. 변재는 좁고 암회백색 또는 암황색을 띠며, 심재는 담갈색 또는 황갈색이며 내구성이 강하고 바르게 잘 쪼개지는 성질이 있다. 환공재로 딱딱하고 나무갗은 거칠고 무거우며 내구성이 크고 할열이 용이하다. 절삭, 가공, 접착, 도장, 건조성은 보통이며, 약제주입성은 매우 불량하다.
목재로 적합하지 않은 것은 버섯 재배 원목으로 쓰인다.
나무껍질에서 얻은 타닌은 염색 또는 피혁가공에 쓰인다.
꽃
밤꽃은 꿀이 많은 밀원이다.
열매
밤은 날로 먹기도 하고, 삶거나 구워서 먹기도 하며, 여러 가공 식품에 쓰이기도 한다. 설탕이나 꿀물에 밤을 조리기도 하고, 밤가루를 만들어 아이스크림을 만들거나 죽을 끓여 먹기도 한다. 밤 속에는 탄수화물, 칼슘·인·칼륨 같은 무기질, 비타민이 많이 들어 있다.
밤은 한약재로도 쓰이는데, 만성 구토증과 당뇨병을 치료하고 위장과 신장을 튼튼하게 한다.

## 기타
밤나무는 과천시의 상징이다.
강원도 강릉시 주문진읍에 있는 주문진 교항리 밤나무(금용길 107-13)가 대한민국의 천연기념물 제97호로 지정되었다.

## 갤러리

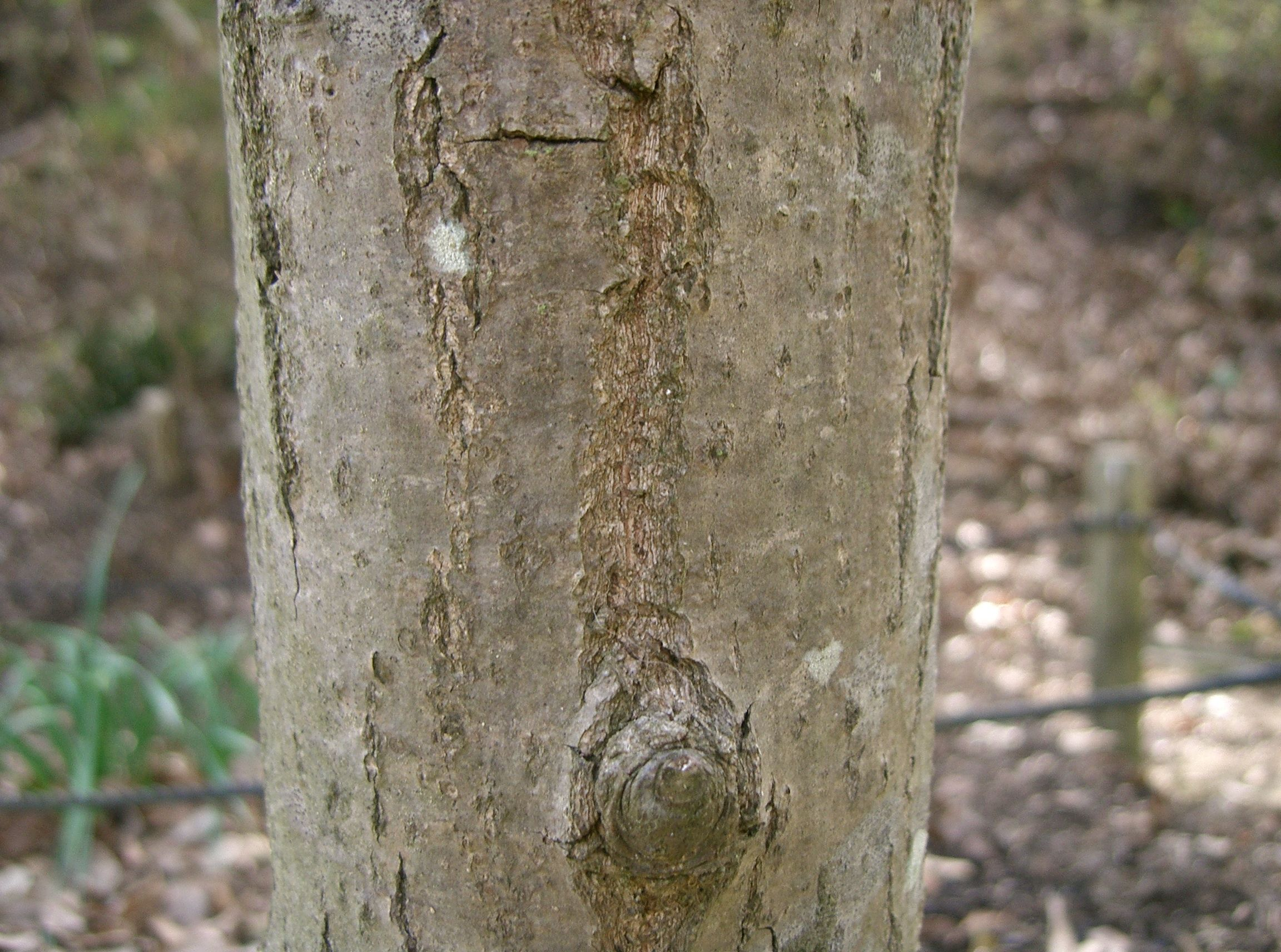
가지
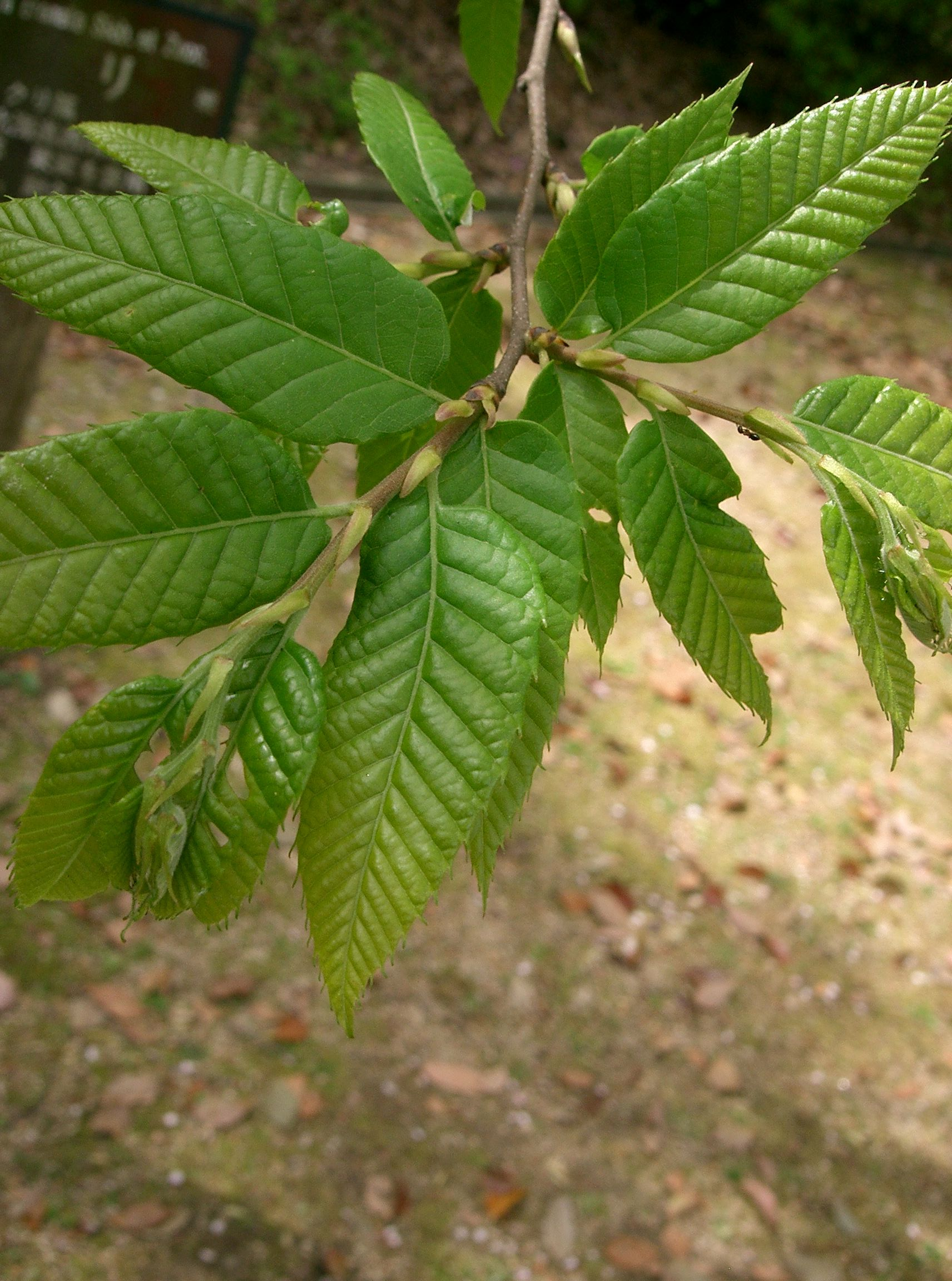
잔가지와 잎
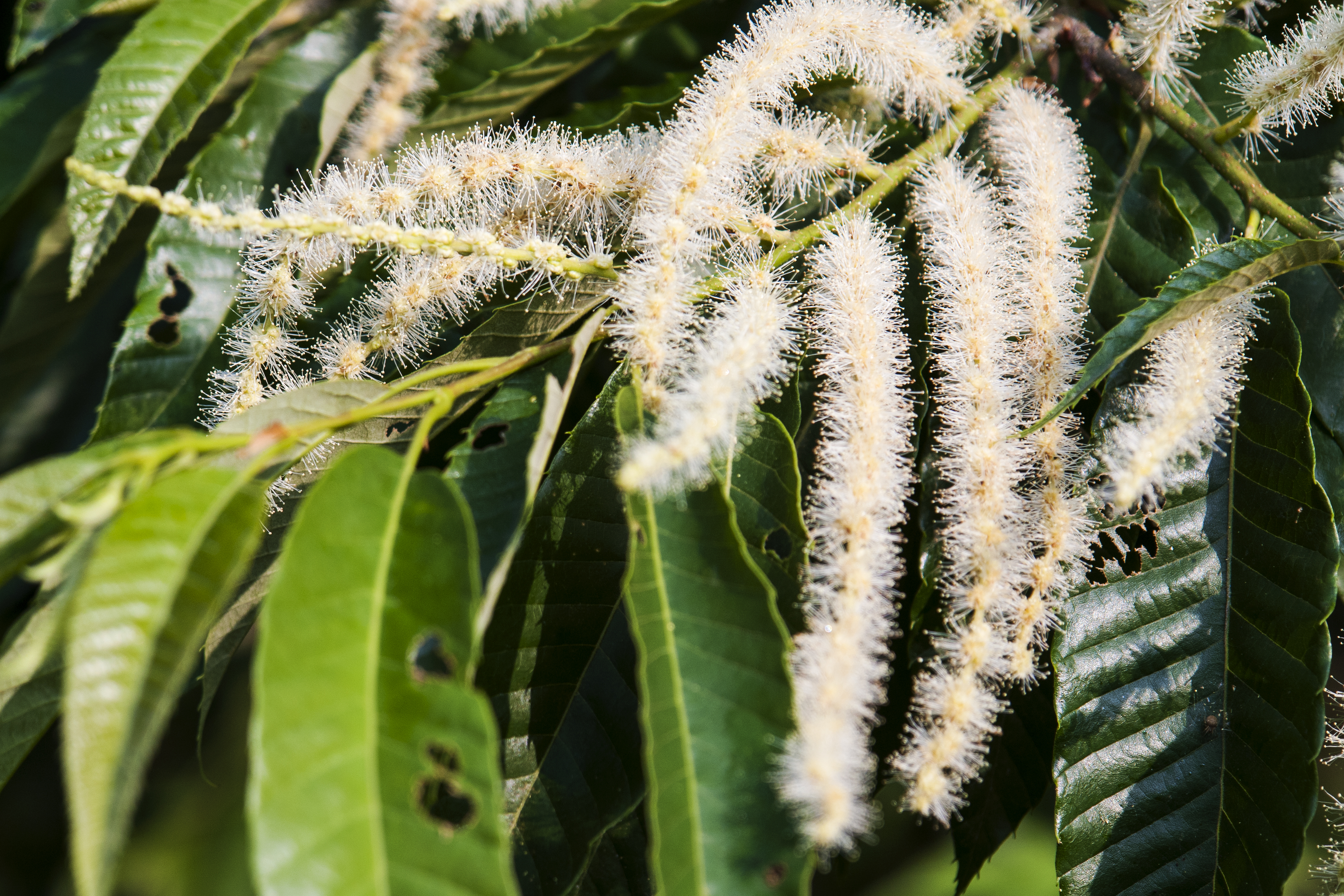
꽃
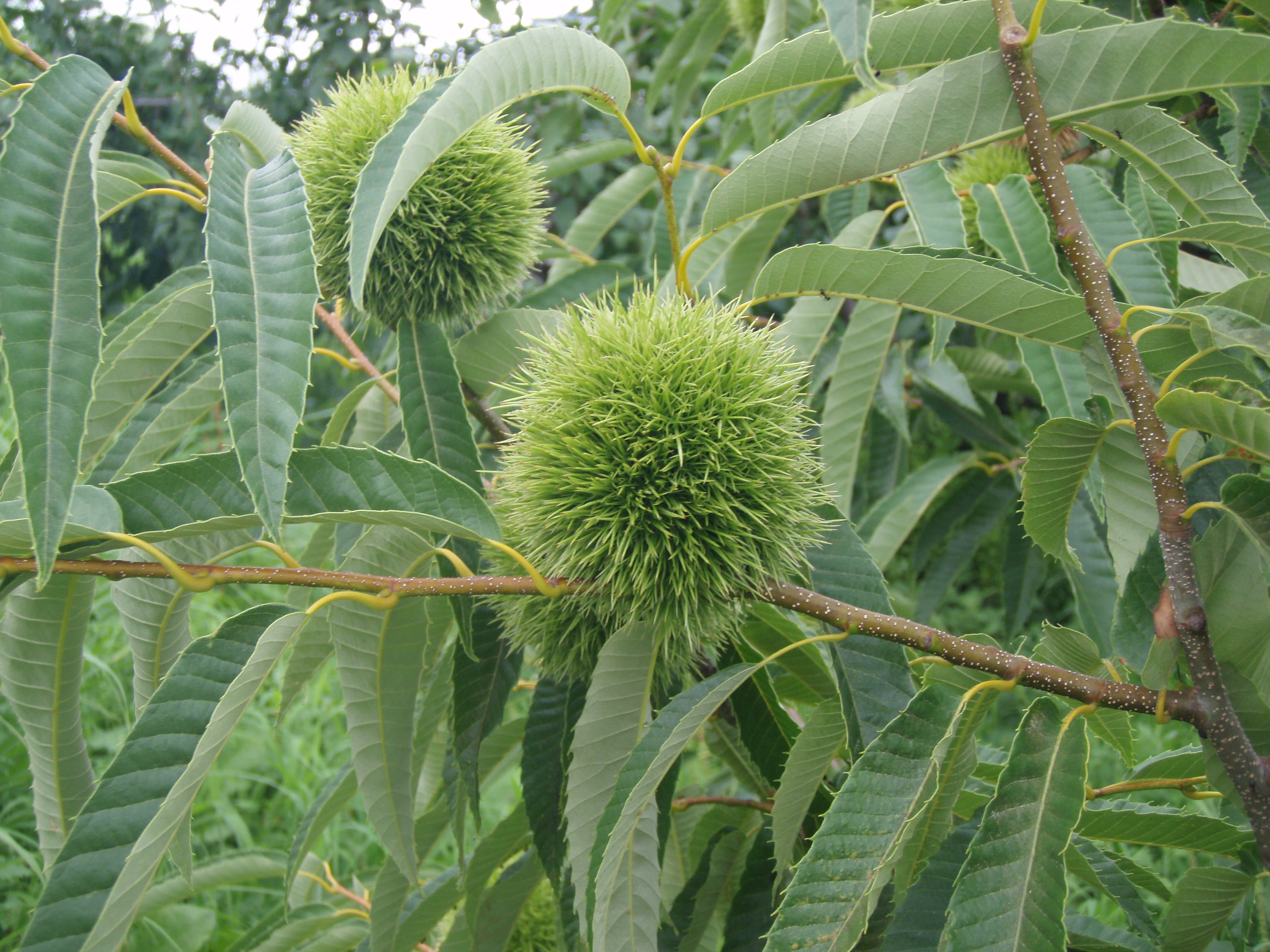
풋열매
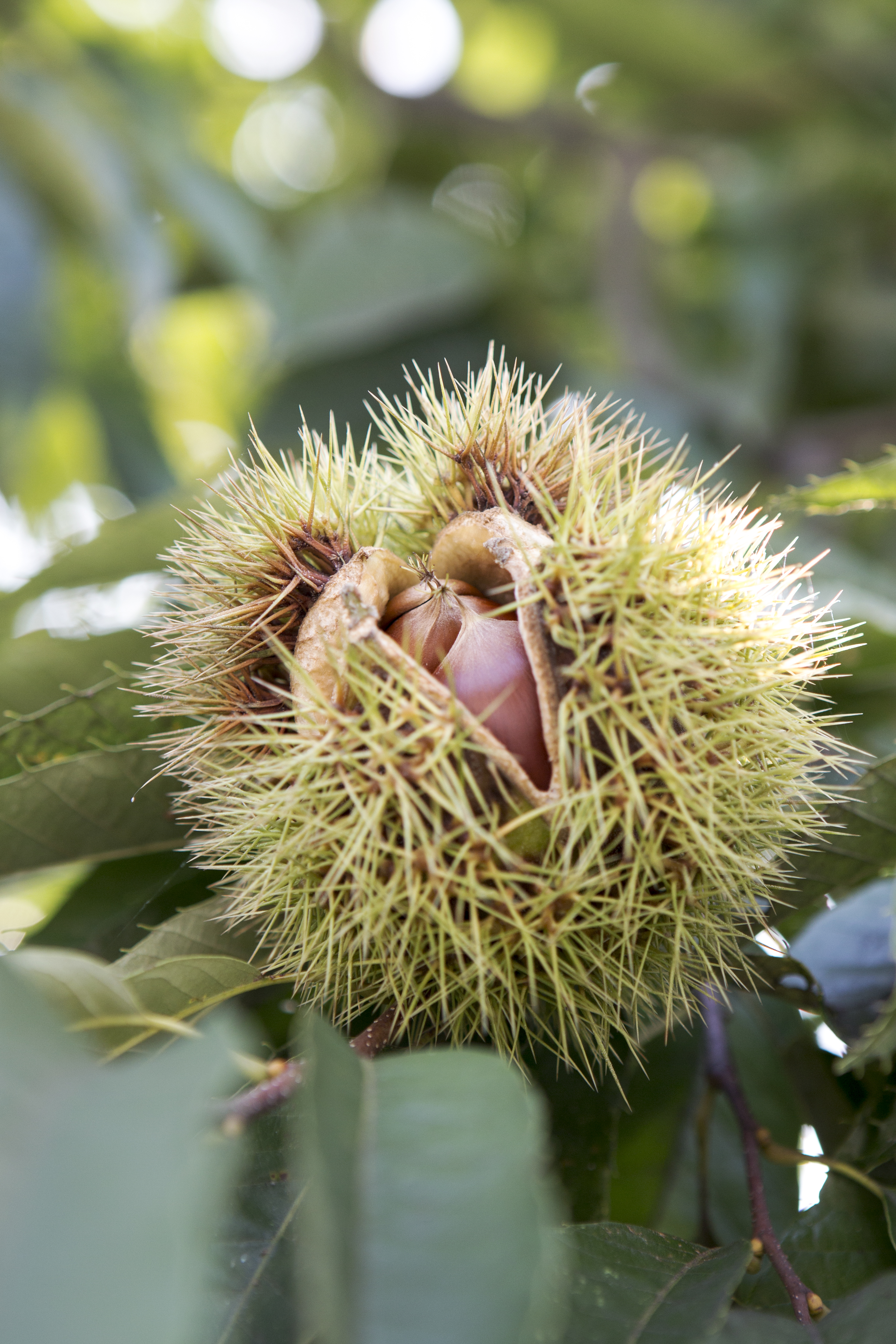
익은열매

## 같이 보기
- 약밤나무(평양밤나무)
- 유럽밤나무
- 미국밤나무